# Kevin James (actor)
Kevin George Knipfing (Mineola, Nueva York, 26 de abril de 1965), conocido por su nombre artístico Kevin James, es un actor y comediante estadounidense nominado al Emmy, conocido por su actuación como Doug Heffernan en la serie The King of Queens y como Paul Blart en Héroe de centro comercial.

## Biografía

### Primeros años
James nació como Kevin George Knipfing en Mineola, Nueva York, hijo de Janet, un ama de casa que también había trabajado en la consulta de un quiropráctico, y de Joseph Valentine Knipfing Jr., dueño de una compañía aseguradora.
Se crio en la Sección S de Stony Brook, Nueva York y se graduó de la preparatoria Ward Melville High School en 1983, donde uno de sus compañeros del equipo de lucha sería posteriormente el luchador profesional Mick Foley.  
James tiene dos hermanos, Gary Joseph Knipfing, conocido como Gary Valentine, que también es comediante, y Leslie Knipfing, que trabaja para James, ayudándole a recabar dinero para eventos de caridad para la Retinosis pigmentaria, que ella misma padece. Gary Valentine interpretó a su primo, Danny en el programa The King of Queens. James estudió, aunque nunca llegó a graduarse, en la Universidad Estatal de New York en Cortland, donde fue miembro de la fraternidad Pi Lambda Phi.

### Carrera televisiva
James comenzó haciendo stand-up comedy, ganando popularidad a través de numerosas apariciones en talk shows como Late Show with David Letterman, Late Night with Conan O'Brien, 
Dennis Miller Live, The Late Late Show, The Rosie O'Donnell Show, The Ellen DeGeneres Show y Live with Regis and Kelly. James se situó en el número #89 en la lista de los 100 más grandes comediantes en Comedy Central. También ha realizado su rutina del stand-up comedy en Just for Laughs, un festival anual de comedia en Montreal.
En 2001, James realizó su propio especial de stand-up comedy, Kevin James: Sweat the Small Stuff para Comedy Central. Como un amigo cercano del también actor y cómico, Ray Romano, James ha sido un invitado especial en algunos episodios del programa de televisión de Ray, Everybody Loves Raymond. Fueron estas apariciones las que lo llevaron al desarrollo de su propio sitcom, The King of Queens el cual debutó en 21 de septiembre de 1998 y finalizó en 14 de mayo de 2007. James participaba en este programa como el personaje principal, Doug Heffernan. Le acompañaban Leah Remini quien participaba como su esposa Carrie mientras que Jerry Stiller estaba en el elenco como el semi-psicótico padre de Carrie, Arthur Spooner, quien vivía en el sótano de los Heffernans. En 2006, Kevin James recibió su primera nominación al premio Emmy, como Mejor Actor Principal en una serie de televisión. 
Así mismo ha aparecido como invitado musical en Just for Laughs.

### Cine

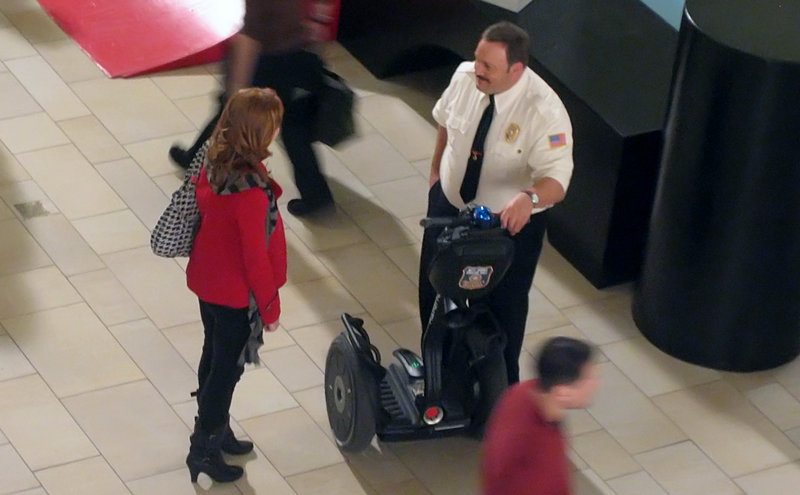
James en los decorados Burlington Mall, en Burlington, Massachusetts.

James hizo su debut fílmico en la comedia romántica del 2005 Hitch, al lado de Will Smith y Eva Mendes. La película recaudó más de $179 millones tan sólo en los Estados Unidos. En el 2006, James realizó con su viejo amigo Ray Romano la comedia Grilled la cual fue enviada directamente a vídeo, de igual manera prestó su voz para el personaje de "La vaca Otis", en la película de Nickelodeon, La Granja, así como para el "Oficial Landers" en la película de animación computarizada Monster House.
En 2007, actuó al lado de Adam Sandler en la película de comedia I Now Pronounce You Chuck and Larry, Los declaro Marido y Larry "(en Latinoamérica)" y Os declaro Marido y Marido "(en España)" e hizo un cameo en la película de Sandler del 2008 You Don't Mess with the Zohan. En marzo de 2008, fue captado en Burlington, Massachusetts filmando la película Mall Cop, la cual fue lanzada el 26 de enero de 2009 y en la cual compartió créditos con la actriz Jayma Mays famosa por Son como niños junto a Adam Sandler festejando el 4 de julio. Ha realizado otra aparición como protagonista en la película The Dilemma.
El 8 de julio de 2011 actuó en Zookeeper. En 2012 protagoniza la película Here Comes the Boom, donde actúa como un maestro que tiene que verse obligado a entrar a las peleas MMA para ayudar a los fondos para un programa musical en su escuela, ayudado por un maestro de música y un expeleador ilegal holandés. También protagonizó la película Pixels en 2015 y al año siguiente en True Memoirs of an International Assassin, dirigida por Jeff Wadlow y lanzada por Netflix el 11 de noviembre de 2016. En 2017, James coprotagonizó junto a Adam Sandler en otra película de Netflix,  Sandy Wexler.

## Vida personal
James se casó con la modelo Steffiana de la Cruz en 19 de junio de 2004, después de conocerse en una cita a ciegas. Tienen cuatro hijos, Sienna-Marie, nacida el 30 de septiembre de 2005, Shea Joelle nacida en 14 de junio de 2007, Kannon Valentine, nacido el 24 de abril de 2011 y Sistine Sabella nacida en 19 de marzo de 2015.
Considera la espiritualidad como un aspecto importante en su vida, por lo que trata de inculcarle su fe católica a sus hijos. Al respecto dice: "Nací y crecí católico, siempre he amado mi fe y aprendo cada día más sobre ella continuamente. Es algo que va contigo en cada cosa que hagas o en cada parte de tu vida que asumas [...]". También declara: "Todos los bienes nos vienen de Dios y por eso quiero alabarle, aprender más y transmitírselo a mis hijos, a mis amigos y a todos los que me rodean" y agrega que los católicos están siempre llamados a la evangelización desde sus ocupaciones diarias; "es lo que intento hacer", argumenta. Además, en varias ocasiones se ha mostrado en contra del evolucionismo.

## Filmografía

### Cine
| Año  | Título                                    | Personaje                                        | Notes |
| ---- | ----------------------------------------- | ------------------------------------------------ | --- |
| 1994 | MTV SandBlast                             | Él mismo - Anunciador                            | 2 temporadas de 1994 a 1996 |
| 2002 | Pinocchio                                 | Mangiafuoco                                      | Voz |
| 2004 | 50 First Dates                            | Bombero                                          | Cameo |
| 2005 | Hitch                                     | Albert Brennaman                                 | Coestelar Nominado - Teen Choice Award por Mejor Escena de Baile Compartido con Will Smith Nominado — Teen Choice Award                                     |
| 2006 | Grilled                                   | Dave                                             | |
| 2006 | Monster House                             | Oficial Landers                                  | Voz |
| 2006 | Barnyard                                  | Otis                                             | Voz |
| 2006 | The Emperor's New School                  | El emperador real                                | Serie de televisión- Voz |
| 2007 | I Now Pronounce You Chuck and Larry       | Larry Valentine                                  | Coestelar Nominado - Razzie Award por el Peor Actor de Soporte Nominado - Razzie Award por Peor Escena en Pareja Compartido con Adam Sandler y Jessica Biel |
| 2008 | You Don't Mess with the Zohan             | Él mismo                                         | |
| 2009 | Paul Blart: Mall Cop                      | Paul Blart                                       | Rol Principal, Productor y Escritor |
| 2010 | 2010 Kids' Choice Awards                  | Él mismo                                         | Estrella Invitada |
| 2010 | Grown Ups                                 | Eric Lamonsoff                                   | |
| 2011 | 2011 Kids' Choice Awards                  | Él mismo                                         | Nominado |
| 2011 | The Dilemma                               | Nick Brannen                                     | Coestelar |
| 2011 | Zookeeper                                 | Griffin Keyes                                    | También escritor y productor |
| 2012 | Here Comes the Boom                       | Scott Voss                                       | También escritor y productor |
| 2012 | Hotel Transylvania                        | Frank                                            | Voz |
| 2013 | Grown Ups 2                               | Eric Lamonsoff                                   | Rol Principal |
| 2015 | Paul Blart: Mall Cop 2                    | Paul Blart                                       | Productor |
| 2015 | Little Boy                                | Dr. Fox                                          | |
| 2015 | Pixels                                    | William Cooper, Presidente de los Estados Unidos | |
| 2015 | Hotel Transylvania 2                      | Frank                                            | Voz |
| 2016 | True Memoirs of an International Assassin | Sam Larson                                       | Rol Principal |
| 2017 | Sandy Wexler                              | Ted Rafferty                                     | |
| 2018 | Hotel Transylvania 3: Summer Vacation     | Frank                                            | Voz |
| 2020 | Becky                                     | Dominick                                         | |
| 2020 | Hubie Halloween                           | Sargento Steve Downey                            | |
| 2022 | Home Team                                 | Sean Payton                                      | |

### Televisión
| Año             | Título                             | Personaje                      | Notas                               |
| --------------- | ---------------------------------- | ------------------------------ | ----------------------------------- |
| 1996, 1998–1999 | Everybody Loves Raymond            | Kevin Daniels / Doug Heffernan | 8 Episodios                         |
| 1998–2007       | The King of Queens                 | Doug Heffernan                 | Personaje principal (207 Episodios) |
| 1998            | Cosby                              | Doug Heffernan                 | Episodio: "Judgment Day"            |
| 1999            | Becker                             | Doug Heffernan                 | Episodio: "Drive, They Said"        |
| 1999            | Martial Law                        | Dallas Hampton                 | Episodio: "Nitro Man"               |
| 2001            | Arli$$                             | Kevin                          | Episodio: "Like No Business I Know" |
| 2001            | Kevin James: Sweat The Small Stuff | Él mismo                       | Stand-up comedy special             |
| 2007            | Elmo's Christmas Countdown         | Santa Claus                    |                                     |
| 2015            | Liv & Maddie                       | Sr. Clodfelter                 | Episodio: "Cook-a-Rooney"           |
| 2016–2018       | Kevin Can Wait                     | Kevin Gable                    | Personaje principal (48 episodios)  |
| 2021            | The Crew                           | Kevin Gibson                   | Personaje principal (10 episodios)  |